# نهر بلوم
نهر بلوم هو أحد روافد نهر المسيسيبي ، على بعد حوالي 46.6 ميل (75.0 كـم)،  في شمال غرب إلينوي في الولايات المتحدة الأمريكية .  يقع في مقاطعة جو دافيس في الينوي ويتدفق بشكل عام من الجنوب إلى الجنوب الغربي إلى مقاطعة كارول ، حيث ينضم إلى المسيسيبي في سافانا .

## أنظر أيضا
باللغة الأنجليزية
- List of Illinois rivers